# Eduard IV.
Eduard IV. (Rouen, Francuska, 28. travnja 1442. – Dvorac Windsor, 9. travnja 1483.), prvi engleski kralj iz dinastije York i dejure francuski kralj do 29. kolovoza 1475.
Bio je najstariji sin Rikarda Plantageneta, vojvode od Yorka, nakon čije je smrti u jednoj od bitaka Ratova dviju ruža vođenoj s plemićima naklonjenim dinastiji Lancaster kod Wakefielda, istakao svoje pravo na englesku krunu. Svoje pravo je temeljio na činjenici da je bio potomak Lionela od Clarencea, drugog sina engleskog kralja iz dinastije Anjou-Plantagenet, Edvarda III.
Uz pomoć utjecajnog Rikarda Nevillea, grofa od Warwicka, koji je kroz Eduarda želio ostvariti svoje ambicije, tijekom 1461. porazio je vojsku plemića naklonjenih dinastiji Lancaster, te se iste godine, nakon što su Henrik VI. i njegova borbena supruga Margareta Anžuvinska izbjegli u inozemstvo, proglasio engleskim kraljem. Eduard je, za razliku od Henrika, bio jak, energičan i popularan, te je u tom, vanjskopolitički (vojni porazi u Francuskoj) i unutarnjopolitički (Ratovi dviju ruža i potpuni kaos u zemlji) nepovoljnom trenutku za Englesku, bio za mnoge bolje rješenje nego Henrik VI.

## Brak s običnom djevojkom
Eduard je potajno oženio Elizabetu Woodwille, udovicu čiji se pokojni suprug borio na suprotnoj strani i poginuo na bojištu. Time je dokazao da Warwick nema potpunu kontrolu nad njime.

Kraljevi motivi bili su predmet brojnih rasprava povjesničara. Elizabetina majka, Jacquetta od Luksemburga, potječe iz visokog plemstva, ali njen otac, Rikard Woodville, bio je provincijski vitez srednjeg ranga. Eduadrov Tajni savjet mu je s neobičnom izravnošću rekao: 
"Ona nije žena za princa poput njega, budući da nije kći nekog grofa ili vojvode."
Takav brak nije bio preporučen niti uobičajen. Elizabeta je bila poznata kao najljepša žena na britanskom otočju koja usto ima neviđen šarm i intelekt, a Eduard je uvijek dobivao ono što želi. Povjesničari su generalno prihvatili da je taj brak bila impulzivna odluka, no razilaze se kod pitanja je li to bio "proračunat politički potez", budući da bi obični ljudi poput Elizabetine obitelji bili odaniji kralju koji im je takav ugled omogućio nego stari plemići poput Nevilleovih. 
Eduard je poznat po svojoj nevjeri, tako da je na dvoru imao brojne ljubavnice od kojih se najviše isticala Jane Shore. Njihova je veza trajala je sve do njegove smrti. 

## Sukob s Warwickom
Nakon što je, porazivši svoje protivnike iz klana Lancaster, postao kralj, Eduard je ubrzo ušao u politički sukob sa svojim mentorom, grofom od Warwicka uz čiju je neprocjenjivu pomoć i osvojio krunu. Razlog je bila Eduardova tajna ženidba s Elizabetom Woodville, protivno grofovim savjetima i željama. Eduard je također, protivno željama grofa od Warwicka počeo samostalno voditi politiku mimo njegove volje. Sve spomenuto oslabilo je grofovu moć, pa je postao Edvardov politički protivnik, te je izazvao pobunu i poveo vojsku na Eduarda.
Godine 1469. Eduard je vojno poražen od strane grofa od Warwicka, te je ubrzo i zarobljen. Grof od Warwicka je pokušao vladati u Eduardovo ime, ali se tome protivilo ostalo utjecajno plemstvo pa je grof bio prisiljen Eduarda pustiti iz zarobljeništva. Eduard se pokušao izmiriti s grofom, ali je grof 1470. ponovno, ali ovaj puta neuspješno, pokrenuo pobunu i nakon poraza morao napustiti Englesku izbjegavši u Francusku. Grof od Warwicka je u Francuskoj skovao novu urotu, ovaj puta sa svojim bivšim najljućim protivnicima koje je porazio, Henrikom VI. i njegovom suprugom Margaretom. Oni su uz pomoć Francuske vojno napali Edvarda koji je, poražen, napustio Englesku i pobjegao u Burgundiju. Henrik VI. je 1470. ponovno vraćen na tron, ali za kratko.

## Sukobi između braće York
Nakon završetka rata s Lancasterovima, Eduardov režim je naišao na nove trzavice: kontinuiran sukob između Eduardove braće, Rikarda i Georgea. Obojica su se oženila Warwickovim bogatim kćerima, Anom i Izabelom Neville. Brojna imanja u kojima su braća uživali omogućio im je kralj, koji ih je ujedno mogao uvijek oduzeti. Time ih je Eduard držao odanima sebi. Međutim, to nije bio slučaj s imanjima naslijeđenima od Warwickovih kćeri putem braka, zbog čega toj svađi nije bilo kraja.
Nakon posljednje značajne pobune protiv kralja 1474. godine, sumnjičilo se da je George bio upleten. Eduard ga je zatvorio u Toweru 1478. godine, te ga dao smrtno kazniti, tvrdeći da se utopio u bačvi marmsey vina, što je bilo Georgeovo omiljeno piće. Smaknuće vlastitog brata dokazivao je Eduardovu okrutnost nakon 1471., kada je povratio prijestolje. U mladim danima je bio poznat kao karizmatičan vojskovođa, no s godinama je gubio snage i strpljenja. Zadužio se kod londonske branše banke obitelji Medici, te je Kruna otplaćivala njegove dugove sve do 1517. godine.
Eduard i njegov šogor Karlo, vojvoda burgundski, koji je na Eduardovu zamolbu pokrenuo vojsku, iskrcali su se u Engleskoj, te su 1471., u nekoliko bitaka porazili protivnike, ubivši grofa od Warwicka, Henrikova sina Edvarda, te zarobivši samog Henrika, kojeg je Edvard ubrzo dao i ubiti. Nakon toga je vojno porazio i minimalizirao politički utjecaj klana Lancaster na engleskoj političkoj i dinastičkoj sceni.
Eduard je 1475. objavio rat Francuskoj u kojem je uspješno porazio u više navrata francusku vojsku, te Francuskoj nametnuo plaćanje visokih novčanih kontribucija u zamjenu na njegovo odustajanje od prava na francusku krunu.

## Politika
Uočava se značajna razlika između Eduardove prve i druge vladavine. Neuspjeli pokušaji pomirenja s bivšim neprijateljima učinilo ga je znatno nemilosrdnijim nakon 1471. godine, uključujući i pogubljenje vlastitoga brata Clarencea. U mladosti je Eduard bio sposoban i karizmatičan vojskovođa. Tijekom njegovog sazrijevanja, početna energija mu se sve manje očitovala.
Parlament je sve više oklijevao u odobravanju poreza na ratove koje Edward nije uspio proučiti, a zatim je, umjesto toga, koristio sredstva za financiranje svojih kućanstava. Pod njegovom vlašću vlasništvo nad vojvodstvom Lancaster prenijelo se na Krunu, gdje je i danas. 1478. godine njegovo je osoblje pripremilo tzv. "Crnu knjigu" koja obuhvaća pregled čitavih državnih financija, koji se još uvijek koristi idućih stotinjak godina. Uložio je velika sredstva u poslovne pothvate s City of London, koje je koristio kao dodatni izvor financiranja.
Iako se gospodarstvo oporavilo od depresije od 1450. do 1470. godine, Eduardova je potrošnja uobičajeno premašivala prihode. Netom nakon njegove smrti 1483. godine, Kruna je imala manje od 1200 funti gotovine. Njegov bliski odnos s londonskom podružnicom banke Medici završio je njenim bankrotom. 1517. godine Medici su još uvijek tražili otplatu Eduardovih dugova.
Ekonomija je bila usko povezana s vanjskom politikom: U njegovo je doba dominiralo je trostrano diplomatsko nadmetanje između Engleske, Francuske i Burgundije, pri čemu su se dvojica od trojice nastojala udružiti protiv treće. Kako su flamanski trgovci bili najveći kupci engleske vune, Eduard je općenito bio proburgundski nastrojen, iako je oklijevanje njihovog vojvode da ga podrži 1471. godine utjecalo na njihov odnos. Vojvodova smrt 1477. godine dovela je do Arraškog sporazuma iz 1482. godine: Flandrija je, zajedno sa zemljama poznatim pod nazivom Burgundska Nizozemska, postala dijelom Svetog Rimskog Carstva, a ostatak je stekla Francuska. Eduard i njegovi nasljednici izgubili su velik dio svog utjecaja.

## Kultura
"najljepši ... u cijelom kršćanstvu" (opis Eduardovog dvora jednog posjetitelja iz Europe)
Potrošio je velike količine na skupe statusne simbole kako bi pokazao svoju moć i bogatstvo kao kralja Engleske, dok njegove kolekcionarske navike pokazuju oko za stil i zanimanje za obrazovnost, posebice povijest. Nabavio je finu odjeću, dragulje i namještaj, kao i zbirku sofisticiranih povijesnih i književnih rukopisa, koje su za njega posebno izradili obrtnici u Bruggeu.
Uključivale su knjige za zabavu i poduku, čiji sadržaj otkriva njegove interese. Usredotočeni su na živote velikih vladara, uključujući Cezara, povijesne kronike, te poučna i vjerska djela. 
Godine 1476. William Caxton osnovao je prvu englesku tiskaru u gospodarskim zgradama Westminsterske opatije.
Ne zna se gdje je i kako bila pohranjena Eduardova knjižnica, ali zabilježeno je da je sveske prenio iz Velikog ormara u palaču Eltham i da je imao ženu "da čuva kraljeve knjige". Više od četrdeset njegovih knjiga preživjelo je netaknuto iz 15. stoljeća, što sugerira da su bile pažljivo pohranjene i sada su uključene u Kraljevsku zbirku rukopisa, koju drži Britanska knjižnica.
Eduard je trošio velike svote na palaču Eltham, uključujući još uvijek postojeću Veliku dvoranu, mjesto blagdana za 2000 ljudi u prosincu 1482. godine, neposredno prije njegove smrti u travnju. Također je započeo veliku nadogradnju kapele sv. Jurja u Windsoru, gdje je pokopan 1483. godine. Kasnije dovršen od Henrika VII., teško je oštećen tijekom Prvog engleskog građanskog rata, a malo je originalnog djela ostalo.

## Smrt
Eduardovo zdravlje je počelo slabjeti. Njegovi su liječnici to dijelom pripisali uobičajenoj upotrebi emetika, koji mu je omogućio da se najede, a zatim se vrati nakon povraćanja da bi opet počeo. Smrtno se razbolio na Uskrs 1483. godine, ali preživio je dovoljno dugo da imenuje svog brata Rikarda zaštitnikom nakon njegove smrti. Umro je 9. travnja 1483. i pokopan je u kapeli sv. Jurja u dvorcu Windsor. Uzrok Eduardove smrti nije potpuno jasan; navodi o otrovu bili su česti u doba kada je nedostatak medicinskog znanja značio da smrt često nije imala očito objašnjenje. Ostali prijedlozi uključuju upalu pluća ili malariju, iako su obje bile dobro poznate i lako ih je opisati. Jedan je suvremenik pripisao apopleksiji koju je donio višak, što odgovara onome što se zna o njegovim fizičkim navikama.
Njegov dvanaestogodišnji sin Eduard V. nikada nije okrunjen, Gloucester je u srpnju postao kralj Rikard III.

## Zaostavština
Iako su Rat ruža dokumentirali brojni povjesničari, Eduard je kao pojedinac manje poznat. Povjesničari 19. stoljeća poput Williama Stubbsa općenito su ga odbacivali kao krvožednu ništavnost. Najopsežniju suvremenu biografiju napisao je Charles Ross 1974. godine, zaključivši da je Eduardovo najveće očito postignuće - mir i stabilnost posljednjih godina - rasipan kratkotrajnim povećanjem. Ross navodi da je Eduard "i dalje jedini kralj u engleskoj povijesti od 1066. godine u aktivnom posjedu svog prijestolja koji nije uspio osigurati sigurno nasljedstvo svog sina. Njegov nedostatak političkog predviđanja u velikoj je mjeri kriv za nesretne posljedice njegove rane smrti."
| Prethodnik Henrik VI., kralj Engleske | Kralj Engleske | Nasljednik Eduard V. |